# شاه‌نظرلی
شاه‌نظرلی (به ترکی آذربایجانی: Şahnəzərli) یک منطقهٔ مسکونی در جمهوری آذربایجان است که در شهرستان شابران واقع شده‌است. شاه‌نظرلی ۱٬۰۹۲ نفر جمعیت دارد.